# Neds
 (janvier 2022).
Si vous disposez d'ouvrages ou d'articles de référence ou si vous connaissez des sites web de qualité traitant du thème abordé ici, merci de compléter l'article en donnant les références utiles à sa vérifiabilité et en les liant à la section « Notes et références ».
Pour plus de détails, voir Fiche technique et Distribution.
Neds (pour « Non Educated DeliquentS ») est un film dramatique britannique écrit et réalisé par Peter Mullan, sorti en 2010.

## Synopsis
En 1973 à Glasgow, en Écosse, c'est la remise des diplômes de fin d'année de l’école primaire, et la soif d’apprentissage du jeune héros, John, est récompensée par un tableau d'honneur. Pourtant, hormis pour sa tante et sa mère, il n'est pas bien vu d'être un "fortiche". L'environnement familial masculin et ses fréquentations ne l'orienteront pas paisiblement vers les bancs de l’université.

## Fiche technique
- Titre : Neds
- Réalisation : Peter Mullan
- Scénario : Peter Mullan
- Sociétés de production : Blue light, Fidélité films, Studio Urania
- Pays de production :  Royaume-Uni
- Genre : Film dramatique
- Durée : 118 minutes (1 h 58)
- Dates de sortie :  
  - Canada : 2010 (Festival international du film de Toronto)
  - France : 9 octobre 2010 (Festival du film britannique de Dinard)
  - Royaume-Uni : 31 août 2011

## Distribution
- Conor McCarron (V. F. : Fabrice Trojani) : John McGill
- Joe Szula : Benny McGill
- Martin Bell (V. F. : Yoann Sover) : Julian
- Mhairi Anderson : Elizabeth
- Louise Goodall (V. F. : Emmanuelle Rivière) : Theresa
- Greg McCready (V. F. : Valéry Schatz) : Tora
- Gary Milligan : Canta
- John Joe Hay (V. F. : Laurent Chauvet) : Fergie
- Christopher Wallace (V. F. : Kelyan Blanc) : Wee T
- Richard Mack : Gerr
- Marianna Palka (V. F. : Laëtitia Lefebvre) : tante Beth
- Peter Mullan (V. F. : Patrick Raynal) : père McGill
- Gregg Forrest (V. F. : Abraham Rist) : John enfant
- Paul Smith (V. F. : Taric Mehani) : l'homme à la clé

Source et légende : Version française (V. F.) sur RS Doublage et selon le carton de doublage.

## Récompenses et distinctions
- Coquille d'or du meilleur film et Coquille d'argent du meilleur acteur pour Conor McCarron au Festival de Saint-Sébastien 2010
- Meilleur film au Evening Standard British Film Awards 2010